# 康沙镇
康沙镇，是中华人民共和国西藏自治区昌都市洛隆县下辖的一个乡镇级行政单位。

## 行政区划
康沙镇下辖以下地区：
康沙村、牛格村、也堆村、纳龙村、查然村和德嘎村。